# パナキレ
パナキレ（Panaquire）は、ベネズエラのミランダ州アセベド市にある町である。バルロベント平野を流れるトゥイ川の南岸、標高157メートルの位置にある。行政上はパナキレ区の中心である。人口約5110人。
| 1784年の人口構成     | 1784年の人口構成 | 1784年の人口構成 |
| -------------------- | ---------------- | ---------------- |
| インディオ           | 52               | 11%              |
| 白人                 | 40               | 9%               |
| ムラート             | 58               | 13%              |
| 黒人                 | 3                | 1%               |
| 黒人とムラートの奴隷 | 311              | 67%              |
| 計                   | 464              | 100%             |

1733年に、ヌエストラ・セニョラ・デ・カンデラリア・デ・パナキレ (Nuestra Señora de Candelaria de Panaquire) の名で設立された。18世紀には黒人奴隷を使うカカオの農園があり、植民地時代にはカカオの密輸が盛んだった。
独立後、20世紀にはアセベド郡のパナキレ市の市庁所在地になり、1980年代に郡が市に移行してアセベド市パナキレ区に属した。

## 注
1. ↑  Jose Marcial Ramos Guedez, Historia del Estado Miranda, Ediciones de la Presidencia de la Republica, Caracas, 1981, p50, p61